# Gösta Nauckhoff
Ernst Gustaf (Gösta) Reinhold Nauckhoff, född 3 januari 1847 i Enköpings-Näs socken i Uppland, död 31 mars 1919 i Grödinge församling i Södermanland, var en svensk sprängämnestekniker. Han var far till Sigurd Nauckhoff  och farbror till John Nauckhoff.
Nauckhoff blev filosofie doktor och docent i mineralogi och geologi vid Uppsala universitet 1874. Han gick senare i Grängesbergsbolagets tjänst, först som gruvingenjör och 1893–1914 som föreståndare för AB Expressdynamits sprängämnesfabrik i Grängesberg. Efter 1914 fick Nauckhoff fullfölja sin ungdoms studier, i det han på Riksmuseets mineralogiska avdelning biträdde med ordnandet av dess samlingar. Nauckhoff deltog som mineralog under Svenska Spetsbergenexpeditionen 1868.